# Numedalsbanen
Numedalsbanen er en den 92,8 km lange, delvis nedlagt, jernbanestrækningen fra Kongsberg til Rødberg (i Nore og Uvdal kommune). Hele strækningen ligger i Buskerud  fylke. Passagertrafikken indstillet fra den 1. januar 1989 efter en afgørelse truffet af Stortinget Kun 30,5 kilometer af Numedalsbanen er i øjeblikket (2024) i drift fra Kongsberg til Flesberg Tømmerterminal, og er formelt et udfletningsområde under Kongsberg Station.
Allerede i 1873 blev planlægningen af Numedalsbanen startet, men den var alligevel først klar næsten 50 år senere. Banen blev officielt åbnet den 19. november 1927 med tilstedeværelse af kong Haakon 7. og kronprins Olav. Persontrafikken på hele banen og al trafik mellem Rollag og Rødberg blev indstillet 31. december 1988.

## Historie
Baggrunden for bygningen af banen var transportbehov til Noreværkerne. Oprindelig var det planen at banen skulle blive en del af Bergensbanen. Der var damplokomotiver på Numedalsbanen frem
til 1970. Derefter blev diesellokomotiver benyttet indtil persontrafikken blev indstillet. 
Der var beskeden turisttrafik her i nogle år efter nedlæggelsen i regi af «Numedalsbanens venner». Store dele af banen er i dag, på grund af mangel på vedligeholdelse, i så dårlig stand at det er umulig med nogen form for togdrift. Der er imidlertid nogen aktivitet i form af skinnecykeludlejning mellem Veggli og Rødberg.
Strækningen Flesberg–Rødberg er foreslået bevaret ved brug af Plan- og bygningsloven.
En arbejdsgruppe bestående af berørte kommuner og aktuelle statslige etater skulle i 2007 fremlægge et forslag om hvilke dele af banen som burde fredes og hvad de fredede strækninger kan bruges til. Gruppen skulle også vurdere tekniske installationer, stationsbygninger og stationsområder. 
Den 16. september 2013 blev strækningen Rollag-Rødberg fredet af Riksantikvaren (Direktoratet for Kulturarv).  I 2016 gennemførte Jernbaneverket en omfattende opgradering af den nederste del af banen for at imødekomme et stigende behov for godstransport (tømmer og knust sten).
Beskyttelsesforslaget var begrundet med, at anlægget ser ud til at være et repræsentativt jernbaneanlæg fra 1920'erne. Videre er det viktig å sikre kildeverdiene og opplevelsesverdiene, samt å bevare anlegget som kulturhistorisk element i landskapet da både infrastruktur og bygninger er sjeldent autentisk, enhetlig og komplett.

## Forbedringer
I efteråret 2013 blev strækningen Kongsberg-Flesberg genåbnet for transport af flis og papirmassetræ til Moelven Numedal i regi af Grenland Rail. Efter en afsporing i april 2014 måtte alle sveller udskiftes, og strækningen til Svene knuseanlæg blev afsluttet i november samme år, mens resten blev afsluttet i maj 2016.  I 2024 vil der blive kørt et godstog om ugen med papirmassetræ fra Numedal Brug til fabrikker i Sverige.

## Stationer
- Rødberg Station.
- Gvammen Station.
- Midtstigen Station.
- Norefjord Station.
- Fossebrekke Station.
- Kjerre Station.
- Veggli Station.
- Rollag Station.
- Bakkerud Station.
- Flesberg Station.
- Lampeland Station.
- Pikerfoss Station.
- Kongsberg Station.